# Recopa d'Europa de futbol 1968-69
La Recopa d'Europa de futbol 1968-69 fou la novena edició de la Recopa d'Europa de futbol. La competició fou guanyada per l'Slovan Bratislava a la final davant del FC Barcelona. Diversos clubs de l'est abandonaren la competició.

## Primera ronda
| Equip 1                   | Global | Equip 2                   | Anada | Tornada |
| ------------------------- | ------ | ------------------------- | ----- | ------- |
| Dunfermline Athletic F.C. | 12-1   | APOEL FC                  | 10-1  | 2-0     |
| Olympiacos                | 4-0    | KR Reykjavík              | 2-0   | 2-0     |
| Dinamo Bucureşti          | (abd)  | Vasas ETO Győr            | -     | -       |
| Club Brugge K.V.          | 3-3(c) | West Bromwich Albion F.C. | 3-1   | 0-2     |
| FK Partizani              | 2-3    | Torino Calcio             | 1-0   | 1-3     |
| Spartak Sofia             | (abd)  | 1. FC Union Berlín        | -     | -       |
| Cardiff City              | 3-4    | FC Porto                  | 2-2   | 1-2     |
| Slovan Bratislava         | 3-2    | FK Bor                    | 3-0   | 0-2     |
| ADO Den Haag              | 6-1    | Grazer AK                 | 4-1   | 2-0     |
| FC Girondins de Bordeaux  | 2-4    | 1.FC Köln                 | 2-1   | 0-3     |
| Randers Freja             | 3-1    | Shamrock Rovers           | 1-0   | 2-1     |
| US Rumelange              | 2-2(c) | Sliema Wanderers          | 2-1   | 0-1     |
| FC Lugano                 | 0-4    | FC Barcelona              | 0-1   | 0-3     |
| Górnik Zabrze             | (abd)  | FC Dynamo Moscou          | -     | -       |
| Altay SK                  | 4-5    | Lyn Fotball               | 3-1   | 1-4     |
| Crusaders F.C.            | 3-6    | IFK Norrköping            | 2-2   | 1-4     |

## Segona ronda
| Equip 1                   | Global | Equip 2                   | Anada | Tornada |
| ------------------------- | ------ | ------------------------- | ----- | ------- |
| Dunfermline Athletic F.C. | 4-3    | Olympiacos                | 4-0   | 0-3     |
| Dinamo Bucureşti          | 1-5    | West Bromwich Albion F.C. | 1-1   | 0-4     |
| Torino Calcio             | Bye    | -                         | -     | -       |
| FC Porto                  | 1-4    | Slovan Bratislava         | 1-0   | 0-4     |
| ADO Den Haag              | 0-4    | 1.FC Köln                 | 0-1   | 0-3     |
| Randers Freja             | 8-0    | Sliema Wanderers          | 6-0   | 2-0     |
| FC Barcelona              | Bye    | -                         | -     | -       |
| Lyn Fotball               | 4-3    | IFK Norrköping            | 2-0   | 2-3     |

## Quarts de final
| Equip 1                   | Global | Equip 2                   | Anada | Tornada |
| ------------------------- | ------ | ------------------------- | ----- | ------- |
| Dunfermline Athletic F.C. | 1-0    | West Bromwich Albion F.C. | 0-0   | 1-0     |
| Torino Calcio             | 1-3    | Slovan Bratislava         | 0-1   | 1-2     |
| 1.FC Köln                 | 5-1    | Randers Freja             | 2-1   | 3-0     |
| FC Barcelona              | 5-4    | Lyn Fotball               | 3-2   | 2-2     |

## Semifinals
| Equip 1                   | Global | Equip 2           | Anada | Tornada |
| ------------------------- | ------ | ----------------- | ----- | ------- |
| Dunfermline Athletic F.C. | 1-2    | Slovan Bratislava | 1-1   | 0-1     |
| 1.FC Köln                 | 3-6    | FC Barcelona      | 2-2   | 1-4     |

## Final
| Slovan Bratislava                           | 3 – 2 | FC Barcelona            |
| ------------------------------------------- | ----- | ----------------------- |
| Cvetler 2' · Hrivnák 30' · Ján Čapkovič 42' |       | Zaldúa 16' · Rexach 52' |

| Guanyador de la Recopa d'Europa 1968-69 |
| --------------------------------------- |
| Slovan Bratislava Primer títol          |